# Karrāmīya

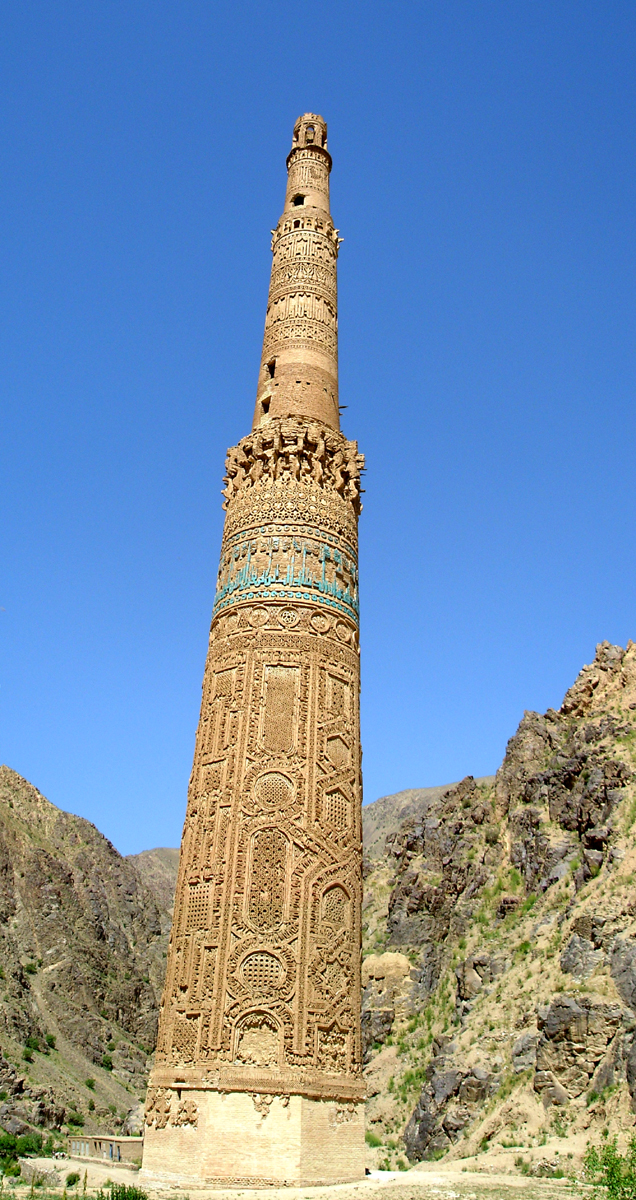
Das Minarett von Dschām, in dessen Gestaltung sich nach neuerer kunstgeschichtlicher Deutung karrāmitischer Einfluss zeigt

Die Karrāmīya (arabisch كرّامية, DMG Karrāmīya) war eine religiöse Strömung des Islam, die zwischen dem 9. und dem frühen 13. Jahrhundert existierte und ihre Hauptverbreitungsgebiete in Chorasan, Transoxanien und den östlichen Randzonen Irans hatte. Sie geht auf den sīstānischen Asketen Abū ʿAbdallāh Muhammad ibn Karrām (gest. 869) zurück, der im Umland von Nischapur predigte und später mit vielen seiner Anhänger nach Jerusalem auswanderte. Nach ihm wurden die Karrāmiten auch als die „Anhänger von Abū ʿAbdallāh“ (aṣḥāb Abī ʿAbdallāh) bezeichnet. Die frühen Ghaznawiden und die frühen Ghuriden gewährten der Karrāmīya herrscherliche Unterstützung. Wichtigstes Zentrum der Gemeinschaft blieb bis zum Ende des 11. Jahrhunderts Nischapur. Nach ihrem dortigen Niedergang überlebte die Karrāmīya nur noch in Ghazna und Ghor auf dem Gebiet des heutigen Afghanistans bis ins 13. Jahrhundert.
Die Karrāmiten fielen in der Anfangszeit vor allem durch ihre betont nach außen getragene Frömmigkeit und Askese auf. Später profilierten sie sich auch durch eigene theologische Lehren. Hierzu gehörte, dass sie Gott einen Körper und einen Ort zuschrieben und den Schöpfungsprozess als Geschehen betrachteten, das sich in Gott selbst abspielt und nur durch sein Schöpfungswort kun („Sei!“) auf die Welt übertragen wird. Ein weiteres Merkmal der karrāmitischen Lehre war, dass sie das Bezeugen des Glaubens auf ein einmaliges verbales Bekenntnis beschränkte. Im Bereich der Normenlehre folgten die Karrāmiten dem hanafitischen Madhhab, doch besaßen sie einige Sonderlehren, so dass die Karrāmīya auch als eigenständiger Madhhab galt. Die karrāmitischen Regeln im Bereich der gottesdienstlichen Pflichten waren für ihre Laxheit berüchtigt. Aus dem 10. bis 12. Jahrhundert haben sich verschiedene koranwissenschaftliche, rechtswissenschaftliche, häresiographische und hagiographische Werke karrāmitischer Autoren erhalten. Da diese Autoren ihre eigene konfessionelle Identität darin nicht offenlegen, ist der karrāmitische Charakter der betreffenden Texte lange verborgen geblieben.

## Geschichte

### Der Gründer

#### Leben
Gründer der Karrāmīya war Abū ʿAbdallāh Muhammad ibn Karrām as-Sidschistānī, der aus dem arabischen Stamm der Banū Nizār stammen soll. Er wurde um 806 in der Nähe von Zarang geboren, der damals wichtigsten Stadt von Sīstān, die einige Kilometer nördlich der heutigen Stadt Zabul lag. Der Biograph as-Samʿānī erklärt, dass er deswegen Ibn Karrām hieß, weil sein Vater Weingärten (karm) hütete und von daher Karrām genannt wurde. Ibn Karrām reiste von Sīstān aus zum Studium nach Chorasan und schloss sich zunächst dem großen Asketen von Nischapur Ahmad ibn Harb (792–849) an. Danach verbrachte er einige Zeit bei Ibrāhīm ibn Yūsuf al-Mākiyānī in Balch, bei ʿAlī ibn Hudschr in Merw und bei ʿAbdallāh ibn Mālik ibn Sulaimān in Herat. Ahmad ibn Harb war so wichtig für die weitere Entwicklung Ibn Karrāms, dass die Karrāmiten ihre Bewegung mit ihm beginnen ließen und ihn als einen der ihren betrachteten.
Nach einem fünfjährigen Aufenthalt in Mekka als „Nachbar“ (muǧāwir) des Heiligtums kehrte Ibn Karrām über Jerusalem nach Nischapur und dann nach Sīstān zurück, wo er seinen Besitz verkaufte, um ein Leben in Armut zu führen. Fortan kleidete er sich nur noch in grobe Felle. Nach der Aussage des ismāʿīlitischen Häresiographen Abū Tammām legte Muhammad ibn Karrām Selbstkasteiung (taqaššuf) und Weltverzicht (zuhd) an den Tag und übte das Prinzip des Gottvertrauens (tawakkul), d. h., er begab sich mit einer Anzahl seiner Anhänger ohne Proviant, Wasser und Reittiere in die Wüste.
Nachdem er viele Menschen für seine Lehren gewonnen hatte, ließ ihn der tahiridische Statthalter von Sīstān Ibrāhīm ibn Husain Qusi, der ab 840 amtierte, festnehmen und befragen. Aufgrund der Frömmigkeit und Askese, die Ibn Karrām zeigte, scheute sich der Statthalter, ihn hinzurichten, und beschränkte sich darauf, ihn aus Sīstān auszuweisen. So begab sich Ibn Karrām mit seinen Anhängern nach Ghur, Ghardschistān und in die ländlichen Gebiete von Chorasan, um dort zu predigen. In Ghardschistān gelang es ihnen, die Bevölkerung zur karrāmitischen Lehre zu bekehren. Anschließend begab er sich nach Nischapur, wo zu dieser Zeit der Tahiride ʿAbdallāh ibn Tāhir (reg. 828–845) als Statthalter von Chorasan herrschte. Im fruchtbaren Umland von Nischapur konnte Ibn Karrām ebenfalls eine Anzahl von Dorfbewohnern zu seiner Lehre bekehren.
Schon zu Ibn Karrāms Lebzeiten gab es zwei Theologen, die sich dezidiert gegen seine Lehre wandten, nämlich der Herater Hadith-Gelehrte ʿUthmān ibn Saʿīd ad-Dārimī (gest. 894) und der Hanafit Abū Bakr Muhammad ibn al-Yamān as-Samarqandī (gest. 881/82). Letzterer verfasste eine Widerlegung der Karrāmiten, die sich allerdings nicht erhalten hat. ʿAbdallāh ibn Tāhirs indirekter Nachfolger Muhammad ibn Tāhir (reg. 862–873) ließ Ibn Karrām für mehrere Jahre gefangensetzen.

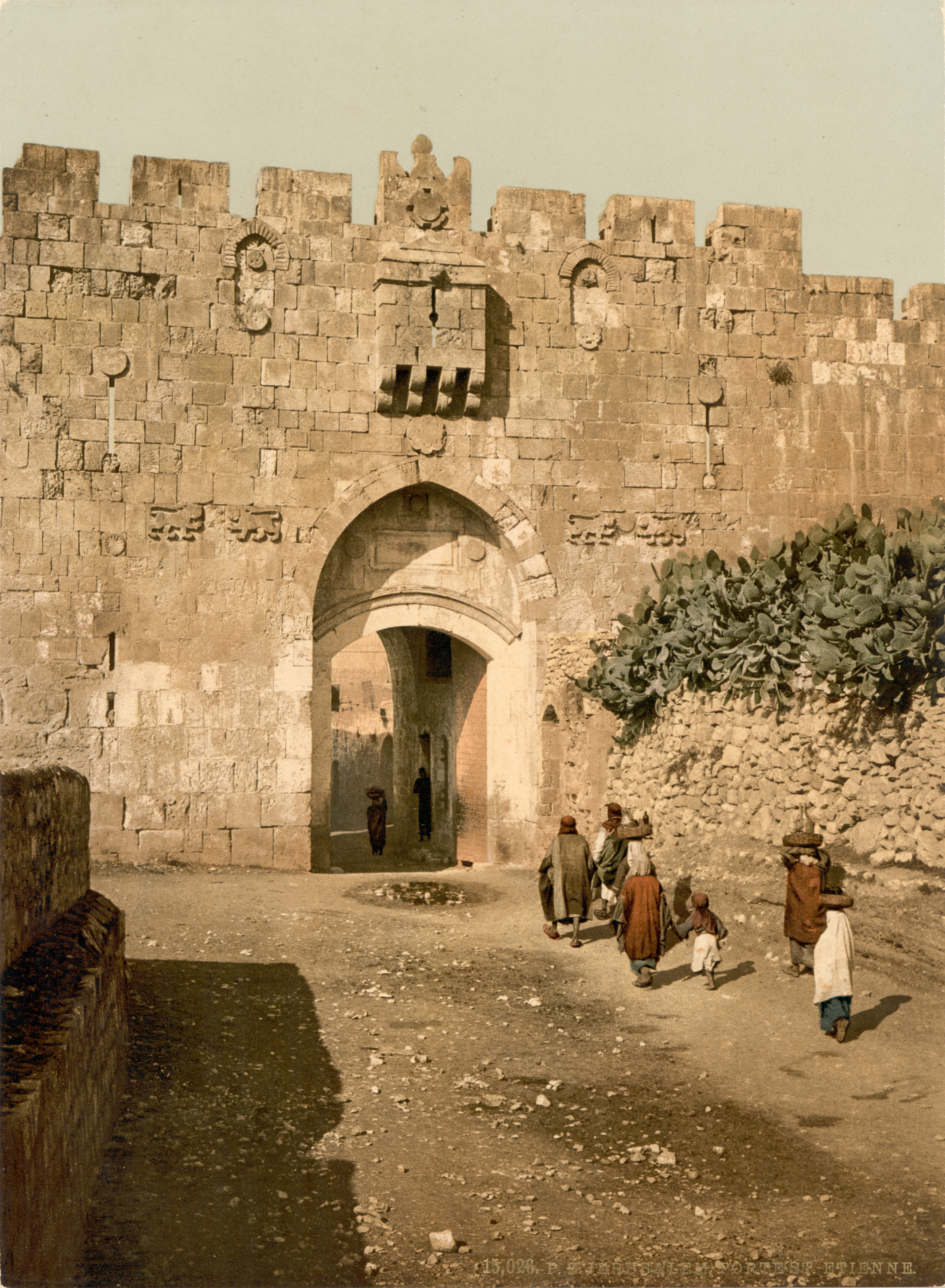
Das Löwentor in Jerusalem, bei dem Ibn Karrām begraben wurde, um 1900.

Nach seiner Freilassung verließ Ibn Karrām im Schauwāl 251 (= Oktober/November 865) Nischapur und zog nach Jerusalem. Der jemenitische Häresiograph as-Saksakī spricht davon, dass er von „800 Schwadronen aus der Menge“ (ṯamānimiʾat katība min ǧull an-nās) begleitet wurde, als er aus Nischapur auszog. Ibn Karrāms Auswanderung nach Jerusalem hatte eine große religiöse Bedeutung für seine Anhänger, die einen Hadith überlieferten, wonach der Prophet Mohammed vorausgesagt hatte, dass am Ende der Zeit ein Mann namens Muhammad ibn Karrām auftreten werde, der die Sunna und die Gemeinschaft der Gläubigen wiederbeleben und eine Hidschra von Chorāsān nach Jerusalem vollziehen werde, so wie er selbst eine Hidschra von Mekka nach Medina vollzogen habe.
Ibn Karrāms Predigten auf dem Vorplatz des Felsendoms zogen große Menschenmengen an, die den Ausgangspunkt der dortigen karrāmitischen Gemeinde bildeten. Er starb im Safar 265 (= Januar/Februar 870) und wurde beim Jericho-Tor (= Löwentor) in Jerusalem begraben.

#### Werke
In der häresiographischen Literatur werden zwei Bücher von Muhammad ibn Karrām erwähnt und teilweise zitiert. Das eine Buch hat den Titel Kitāb ʿAḏāb al-qabr („Buch der Grabesstrafe“) und behandelt verschiedene theologische Themen. Aus ihm werden einige Stellen in ʿAbd al-Qāhir al-Baghdādīs al-Farq baina al-firaq zitiert. Das andere Buch wird von dem imamitischen Häresiographen Ibn ad-Dāʿī ar-Rāzī (gest. nach 1132) erwähnt und hat den Titel Kitāb as-Sirr („Buch des Geheimnisses“). Die Zitate, die Ibn ad-Dāʿī aus dem Buch bewahrt hat, zeigen, dass es sich mit der Frage der göttlichen Weisheit befasste. Mit einem Katalog verschiedener Fragen werden Unstimmigkeiten im göttlichen Schöpfungsplan und im geoffenbarten Gesetz aufgezeigt und damit die muʿtazilitische Aslah-Theorie, wonach die Welt die beste aller möglichen Welten ist, ad absurdum geführt.
Adh-Dhahabī behauptet, dass die meisten von Ibn Karrāms Büchern nicht von ihm selbst verfasst worden seien, sondern von seinem Gefolgsmann Ma'mūn ibn Ahmad as-Sulamī. As-Saksakī meint, dass Ibn Karrām sogar Analphabet gewesen sei und deshalb seine Bücher seinen Anhängern diktiert habe.

### Ausbreitung der Bewegung im 9. und 10. Jahrhundert

Die Karrāmīya verbreitete sich vor allem in den Gebieten, die im 9. Jahrhundert unter der Herrschaft der Tahiriden standen, nämlich Chorasan, Transoxanien und in den östlichen Randzonen Irans

Noch während des neunten Jahrhunderts verbreitete sich die Karrāmīya über viele Gebiete der zentralen und östlichen islamischen Welt. Der Damaszener Gelehrte Taqī ad-Dīn al-Hisnī (gest. 1425) spricht davon, dass es 70.000 Anhänger Ibn Karrāms im Osten gebe. Das Hauptverbreitungsgebiet der Bewegung war Chorasan, Transoxanien und die östlichen Ränder von Iran. Die Karrāmiten übten in Nischapur, Herat und Ghartschistān einigen Einfluss aus und hatten auch in Ferghana, Chuttal, Dschuzdschan, Marw ar-Rūdh und Samarkand eigene Gemeinden. Dort, wo die Karrāmiten sich niederließen, gründeten sie Chanqāhs. Der Chanqāh war eine neue Art von Einrichtung, die gleichzeitig zur Versammlung, zur Unterbringung von Gästen und für die Predigt verwendet wurde. Anfangs war diese Einrichtung so kennzeichnend für die Karrāmīya, dass ihre Anhänger auch einfach nur als „die Bewohner der Chanqāhs“ (sukkān al-ḫāniqah) bezeichnet wurden. Später wurde der Chanqāh als Einrichtung aber auch von den Sufis übernommen.
Am meisten ist über die Karrāmīya in Nischapur bekannt, wo sie unter der Führung der Banū Mahmaschādh eine starke und streitlustige Fraktion darstellte. Der aus dieser Familie stammende Asket Abū Yaʿqūb Ishāq ibn Mahmaschādh (gest. 993) war eine der wichtigsten karrāmitischen Persönlichkeiten überhaupt. Durch seine Predigt soll er mehr als 5000 Männer und Frauen der Ahl al-kitāb und Madschūs auf dem Gebiet von Nischapur zum Islam bekehrt haben. Der persische Geschichtsschreiber ʿAbd al-Ghāfir al-Fārisī berichtet, dass unter seiner Führung die Karrāmīya in Nischapur aufblühte.
Ein weiteres Zentrum der Gemeinschaft war Jerusalem. Schon Muhammad ibn Karrām soll mehr als 5000 Familien aus Chorasan und Umgebung nach Jerusalem gebracht haben. Dies hatte mit der karrāmitischen Lehre zu tun, der zufolge die Menschen am Tag der Auferstehung in Jerusalem versammelt werden sollten. Der Umzug nach Jerusalem sollte ihre Position am Tag der Auferstehung verbessern, weil sie dann näher am Versammlungsort sein würden. Der Geograph Schams ad-Dīn al-Muqaddasī, der um 985 ein Werk über die verschiedenen Regionen der islamischen Welt erstellte, berichtet, dass es in Jerusalem eine große Anzahl von Karrāmiten gab, die dort ihre eigenen Chanqāhs hatten, in denen sie Dhikr-Sitzungen abhielten. In anderen Quellen wird mitgeteilt, dass sich eine Gruppe von Karrāmiten ununterbrochen an Ibn Karrāms Grab aufhielt. Die lokale Bevölkerung soll wegen ihrer Bemühungen im Gottesdienst große Sympathie für sie gehabt haben.
In Fustāt hatten die Karrāmiten im 10. Jahrhundert sogar ein eigenes Viertel. Außerdem lebten im Libanon etwa 4000 Anhänger Ibn Karrāms als Einsiedler. Al-Muqaddasī berichtet, dass er in dem Buch eines karrāmitischen Autors aus Nischapur gelesen habe, dass die Karrāmiten 700 Chanqāhs im Maghreb besäßen, doch stellte er selbst fest, dass es dort keinen einzigen gab. Der andalusische Gelehrte Ibn Hazm (gest. 1064) will allerdings in Almería einen Sufi kennengelernt haben, der karrāmitische Lehren vertrat.

### Auseinandersetzungen mit anderen Gruppen während der Samanidenzeit
Im 10. Jahrhundert wurde die Karrāmīya immer stärker zur Zielscheibe interkonfessioneller Polemik. Abū l-Qāsim as-Saffār (gest. 938), das Oberhaupt der Hanafiten in Balch, warf den Karrāmiten vor, mit ihrer Askese das Volk zu falschen theologischen Lehren (maqālāt) zu verleiten. In der persischen Version des Kitāb as-Sawād al-aʿẓam von Abū l-Qāsim as-Samarqandī (gest. 953), das auf dem Gebiet der Samaniden die Funktion eines offiziellen Katechismus hatte, wird die Karrāmīya unter den 72 irrenden Sekten des Islams aufgeführt und ausgesagt, dass sie „schlechter und unwissender“ als alle anderen Sekten sei. Außerdem wird im Namen von ʿAbdallāh ibn ʿUmar ein Hadith angeführt, wonach der Prophet Mohammed das Auftreten der Karrāmiten in Chorasan vorhergesagt und sie verflucht haben soll. In dem Hadith werden die muslimischen Gläubigen angewiesen, Karrāmiten nicht zurückzugrüßen, nicht nach ihnen zu fragen, wenn sie erkranken, und nicht zu ihrem Begräbnis zu gehen, wenn sie sterben.
Der samanidische Heerführer in Chorasan, Muhammad ibn Ibrāhīm ibn Sīmdschūr, ließ im Jahre 370 d. H. (= 980/81 n. Chr.) den aschʿaritischen Theologen ʿAbd al-Qāhir al-Baghdādī (gest. 1037) und den karrāmitischen Theologen Ibrāhīm ibn Muhādschir in einer öffentlichen Disputation gegeneinander antreten. Wie diese Disputation ausging, ist nicht bekannt. Al-Baghdādī hatte ein sehr schlechtes Bild von den Karrāmiten. Er meinte, dass man sie zum einen wegen ihres Gottesbildes für ungläubig erklären müsse, zum anderen aber auch, weil nach ihrer Lehre für das Pflichtgebet keine Nīya notwendig war, eine Lehre, die, wie al-Baghdādī meinte, „im Widerspruch zur Auffassung der gesamten Umma steht“. Wie er selbst berichtet, hatte er ein eigenständiges Buch über die „Schändlichkeiten“ (faḍāʾiḥ) der Karrāmiten zusammengestellt. Große Anstrengungen, um die karrāmitischen Lehren zu widerlegen, unternahm auch der aschʿaritische Gelehrte Ibn Fūrak (gest. 1015).
Al-Muqaddasī nennt in seinem Werk Aḥsan at-taqāsīm fī maʿrifat al-aqālīm eine ganze Anzahl von Orten, an denen die Karrāmīya in Auseinandersetzungen mit anderen Gruppen verwickelt war. So berichtet er für Dschurdschān von wilden Kämpfen und Streitereien zwischen Karrāmiten und Hasaniden. In Nischapur lag die Karrāmīya im Streit mit der Schia, wobei sich dieser Streit aus einem Konflikt zwischen zwei fanatischen Gruppen, die in verschiedenen Stadtvierteln wohnten, entwickelt hatte. Es war wahrscheinlich kein Zufall, dass sich die Karrāmīya in diese Streitereien hineinziehen ließ. Nach al-Muqaddasī gehörte Parteigeist (ʿAsabīya) zu den vier grundlegenden Eigenschaften, die die Karrāmīya auszeichneten. In Herat stand die Karrāmīya im Streit mit der sogenannten ʿAmalīya. Diese Gruppe wurde deswegen so genannt, weil sie im Gegensatz zur Karrāmīya lehrte, dass der Glaube nicht aus der Schahāda besteht, sondern aus dem Werk (ʿamal), womit insbesondere die fünf Säulen des Islams gemeint waren. Ein weiterer Ort, an dem man fanatisch gegen die Karrāmiten vorging, war Biyār in der Nähe des heutigen Ortes Schahrūd. Al-Muqaddasī war diesem Ort besonders verbunden, weil seine mütterliche Familie von dort zwei Generationen früher nach Jerusalem ausgewandert war.
Al-Muqaddasī selbst verteidigte in seinem Werk die Karrāmiten gegen den Vorwurf der Ketzerei. Er verweist darauf, dass sie „Leute des Weltverzichts und des Gottesdienstes“ (ahl az-zuhd wa-taʿabbud) seien, die sich an Abū Hanīfa ausrichteten, und meint, dass man sie deswegen nicht als „Ketzer“ (mubtadiʿūn) bezeichnen könne. Das Verhältnis zwischen Karrāmiten und Hanafiten ist allerdings nicht ganz leicht zu bestimmen, denn al-Muqaddasī vermerkt auch, dass die Karrāmīya als Lehrrichtung neben Kalām auch Fiqh umfasst. Dies lässt sich nur so deuten, dass die Karrāmiten grundsätzlich der Lehre Abū Hanīfa folgten, aber im Fiqh einige Sonderlehren vertraten.

### Verteidigung der karrāmitischen Lehren durch Ibn al-Haisam
Eine Quelle des 10. Jahrhunderts berichtet, dass die Karrāmiten es für zulässig hielten, bei Disputen mit religiösen Gegnern, die die Richtigkeit ihrer Lehre bezweifelten und einen Hadith zu ihrer Bestätigung verlangten, spontan Hadithe zu erfinden und dem Propheten zuzuschreiben. Sie sollen dies damit begründet haben, dass ihr Madhhab die Wahrheit sei und der Prophet ja auch nur die Wahrheit verkündet haben könne. Wenn sie nun von ihm überlieferten, dass er dieses oder jenes gesagt habe, woran sie glaubten, dann müssten sie die Wahrheit sprechen.
In der Auseinandersetzung mit den anderen islamischen Lehrrichtungen griffen die Karrāmiten bald aber auch auf die Methoden des Kalām zurück. Hierbei trat insbesondere Abū ʿAbdallāh Muhammad Ibn al-Haisam (gest. 1019) hervor, der von asch-Schahrastānī als der Mutakallim der Karrāmīya beschrieben wird, wie man diejenigen nannte, die sich an dieser Art von „Rede“ beteiligten. Asch-Schahrastānī beschreibt, dass sich „Ibn al-Haisam darum bemühte, die Lehrmeinung Abū ʿAbdallāhs bei jedem Punkt in der Weise auszubessern, dass er sie von einer anstößigen Absurdität (muḥāl fāḥiš) auf eine Art zurückführte, die auch unter den Einsichtigen verstanden wird, so zum Beispiel die Lehre von der Körperhaftigkeit Gottes“. Von Ibn al-Haisam ist auch bekannt, dass er den Namen Karrāmīya für die eigene Gemeinschaft ablehnte und die Lesungen Karāmīya oder Kirāmīya bevorzugte, um damit diese Gemeinschaft zum Begriff der „Ehre“ (arab. karāma), bzw. der „Ehrwürdigen“ (arab. kirām von sg. karīm) in Beziehung setzen zu können. Den Namen Karrām mied man wahrscheinlich auch deswegen, weil er die Gemeinschaft zur Weinproduktion in Beziehung setzte.
Wie Ibn Abī l-Hadīd berichtet, vertrat Ibn al-Haisam die Meinung, dass die Grundlage von Lehre und Bekenntnis der Karrāmiten letztlich auf ʿAlī ibn Abī Tālib zurückgehe. Er gab dafür zwei verschiedene Überlieferungswege an. Der eine davon führte über Sufyān ath-Thaurī und Zaid ibn ʿAlī, der andere über die schiitischen Gelehrten von Kufa. Möglicherweise spielte Ibn Karrāms Lehrer Ahmad ibn Harb eine Rolle in diesem Versuch der Rückführung der karrāmitischen Lehre auf ʿAlī. Ahmad ibn Harb überlieferte über Sufyān ath-Thaurī von ʿAlī ein Bittgebet, das dieser angeblich an der Kaaba von al-Chidr erhalten hatte.

### Herrscherliche Patronage unter den frühen Ghaznawiden
Ihren größten politischen Einfluss erlangten die Karrāmiten während der Zeit der frühen Ghaznawiden gegen Ende des 10. Jahrhunderts. Dies hatte damit zu tun, dass Sebüktigin (reg. 977–997), der Begründer dieser Dynastie, ihnen seine Unterstützung gewährte. Nach adh-Dhahabī folgte Sebüktigin selbst der karrāmitischen Lehre. Auch sein Sekretär und Kanzleivorsteher Abū l-Fath Bustī soll Karrāmit gewesen sein. Er schrieb in einem Doppelvers, der auch Aufnahme in die offizielle Chronik der ersten Ghaznawiden, das Taʾrīḫ al-Yamīnī von ʿUtbī (gest. zwischen 1036 und 1040), gefunden hat:
Al-Fiqhu fiqhu Abī Ḥanīfata waḥda-h

wa-d-dīnu dīnu Muḥammadi bni Karām

inna llaḏīna arā-hum lam yuʾminū

bi-Muḥammadi bni Karām ġairu kirām
Das einzig wahre Rechtssystem ist dasjenige von Abū Hanīfa,

und die einzig gültige Religion diejenige von Muhammad ibn Karām.

Diejenigen, die, wie ich sehe, nicht glauben

an Muhammad ibn Karām, sind nicht ehrenwert.
Das Versmaß erfordert, dass man den Namen des Gründers der Gemeinschaft nicht mit Taschdīd als Ibn Karrām, sondern als ibn Karām oder ibn Kirām liest. Dies zeigt, dass man den Namen am Hof Sebüktigins so aussprach, wie es der karrāmitische Theologe Ibn al-Haisam lehrte. Nach einem Bericht, den adh-Dhahabī unter Berufung auf den persischen Geschichtsschreiber Dschaʿfar al-Mustaghfirī (gest. 1042) anführt, zeigte sich Sebüktigins karrāmitische Orientierung auch bei seiner Einnahme von Balch im Jahre 997. Bei dieser Gelegenheit soll er den Qādī und die Gelehrten der Stadt mit karrāmitischen Asketen konfrontiert und sie nach ihrer Meinung über sie befragt haben. Als der Qādī antwortete, dass diese Männer ihrer Meinung nach Ungläubige seien, fragte Sebüktigin zurück, was sie denn von ihm selbst hielten. Als der Qādī erwiderte, dass im Falle, dass er der karrāmitischen Lehre folge, er nicht anders zu beurteilen sei, ließ Sebüktigin dem Qādī den Schädel zertrümmern und die übrigen Gelehrten einsperren.
Sebüktigins Sohn Mahmūd (reg. 998–1030) setzte die Förderung der Karrāmīya in den ersten Jahren seiner Herrschaft fort. Er machte den Prediger und Asketen Abū Bakr Muhammad ibn Ishāq Ibn Mahmaschādh, Führer der Karrāmiten von Nischapur, zu seinem Vertrauten und ließ ihm auf dem Weg nach Sarachs einen Ribat errichten. Der persische Lokalhistoriker ʿAbd al-Ghāfir al-Fārisī (gest. 1134/5) schreibt, dass „mit ihm die Herrschaft der Karrāmiten offen zu Tage trat“ (wa-ẓaharat bi-hī daulat al-Karrāmīya). Ibn Mahmaschād rief in Nischapur die Menschen zur Sunna und zerstörte eine neue Moschee, die die Schiiten erbaut hatten. Sein erbarmungsloses Vorgehen gegen wirkliche und angebliche Häretiker und seine Erpressung von Schutzgeldern riefen in Nischapur jedoch allgemeine Unzufriedenheit hervor.
Nach dem Jahre 402 d. H. (= 1012 n. Chr.) entzog Mahmūd den Karrāmiten seine Protektion. Die Hintergründe dieser religionspolitischen Wende werden in einem Bericht des ghaznawidischen Hofchronisten al-ʿUtbī beleuchtet. Demnach ging in diesem Jahr ein Qādī aus Ghazna namens Abū l-ʿAlā' auf Wallfahrt nach Mekka. Auf dem Rückweg traf er in Bagdad mit dem Kalifen al-Qādir bi-Llāh (reg. 991–1031) zusammen, der ihm einen Brief und eine geheime mündliche Botschaft für Sultan Mahmūd mitgab. Nachdem der Qādī nach Ghazna zurückgekehrt und dem Sultan die Botschaft des Kalifen überbracht hatte, kam es an dessen Hof zu einem Gespräch über die Karrāmīya, bei dem deren Lehren über die Körperhaftigkeit Gottes und die Zugehörigkeit des Gottesnamen Allāh zu den Akzidentien besonders negativ dargestellt wurden. Der Sultan drückte daraufhin seine Verachtung für diese Lehren aus, ließ Abū Bakr Ibn Mahmaschādh kommen und stellte ihn deswegen zur Rede. Ibn Mahmaschādh konnte sich dadurch retten, dass er sich von allen Lehren, die ihm unterstellt wurden, lossagte. Anschließend übersandte der Sultan Briefe an seine Statthalter, in denen er diese aufforderte, die karrāmitischen Geistlichen zu überprüfen. Diejenigen, die sich von ihren Lehren abwandten, wurden in Ruhe gelassen und durften ihre Posten behalten. Diejenigen, die aber auf ihren Lehren beharrten, wurden inhaftiert und erhielten Lehrverbot.
Auch nach der religionspolitischen Wende Mahmūds scheinen die Karrāmiten bei ihren theologischen Auseinandersetzungen noch weiter auf Rückendeckung vonseiten des Herrschers gehofft zu haben. Tādsch ad-Dīn as-Subkī berichtet, dass die Karrāmiten ihren Gegner, den aschʿaritischen Gelehrten Ibn Fūrak, bei Mahmūd wegen Ketzerei und Unglaubens denunzierten. Mahmūd ließ daraufhin Ibn Fūrak nach Ghazna kommen und befragte ihn zu seinen Lehren. Da sich Ibn Fūrak erfolgreich verteidigen konnte, durfte er bald in seine Heimatstadt zurückkehren. Die Karrāmiten, so behauptet jedenfalls as-Subkī, ließen daraufhin Ibn Fūrak vergiften.
Abū l-Muzaffar al-Isfarā'īnī (gest. 1078) berichtet über ein theologisches Streitgespräch zwischen dem aschʿaritischen Theologen Abū Ishāq al-Isfarā'īnī (gest. 1027) und einem Karrāmiten im Kreise Mahmūds. Da die Karrāmiten am Ende nichts mehr zu sagen wussten, sollen sie den Pöbel gegen al-Isfarā'īnī aufgehetzt haben, bis sich der Sultan selbst ihnen entgegenstellte und ihn verteidigte. Er soll nach dem Streitgespräch seinem Wesir gegenüber geäußert haben, dass al-Isfarā'īnī „den Karrāmiten ihren Gott um die Ohren gehauen habe“ (ḫudā-yi Karrāmiyān rā ba-sar-i īšān ba-zad).

### Schicksal der Karrāmiten in Chorasan während der Seldschukenzeit
Die Karrāmiten blieben bis zum Ende des 11. Jahrhunderts ein wichtiges soziales Element in Chorasan. Abū ʿAbdallāh al-Fārisī, der um 1124 eine Geschichte von Nischapur abfasste, erwähnt in diesem Werk drei karrāmitische Madrasas, die sich innerhalb der Stadt befanden. Die Stadt hatte mit Abū Bakr ʿAtīq ibn Muhammad as-Sūrābādī (gest. 1101) auch einen bedeutenden karrāmitischen Koranexegeten aufzuweisen. In der Stadt Baihaq, das dem modernen Ort Sabzevar entspricht, stiftete ein reicher Bürger kurz vor 1023 vier Madrasas, eine für die Hanafiten, eine für die Karrāmiten, eine für die Schafiiten und eine für die Zaiditen, womit er zum Ausdruck brachte, dass er diese vier Gruppen als ebenbürtig betrachtete. Die karrāmitische Madrasa befand sich in der Mahalla Schādrāh.
Die Stiftung in Baihaq zeigt, dass eine Kombination zwischen karrāmitischer Theologie und hanafitischer Normenlehre, wie sie der ghaznawidische Dichter Abū l-Fath al-Bustī empfohlen hatte, keineswegs selbstverständlich war. Nach dem imamitischen Häresiographen Ibn Dāʿī Rāzī (gest. nach 1132) hatten die meisten Karrāmiten ihr eigenes Normensystem, nur eine Minderheit folgte in den Rechtsanwendungen (furūʿ) der Lehrrichtung Abū Hanīfas. Im Februar 1096 kam es in Nischapur sogar zu heftigen Kämpfen zwischen den Karrāmiten auf der einen und den Hanafiten und Schafiiten auf der anderen Seite, bei denen zahlreiche Menschen zu Tode kamen. Die Schafiiten wurden bei diesen Kämpfen von Abū l-Qāsim, dem Sohn al-Dschuwainīs, angeführt, die Hanafiten von dem Qādī Muhammad ibn Ahmad Ibn as-Sā'id, und die Karrāmiten von Mahmaschādh. Schafiiten und Hanafiten forderten Hilfe aus Baihaq an, wodurch die Gewalt auch auf diesen Ort übergriff. Die Auseinandersetzungen endeten schließlich mit einem Sieg der Schafiiten und Hanafiten gegen die Karrāmiten. Die karrāmitischen Medrasas wurden zerstört, und viele Karrāmiten getötet.
Nach diesen Ereignissen scheint die Karrāmīya in Nischapur an Bedeutung verloren zu haben. Abū Saʿd as-Samʿānī (gest. 1166) berichtet, dass er zu seiner Zeit in der Stadt keine Karrāmiten mehr finden konnte. Und Ibn Funduq (gest. 1169) teilt mit, dass zu seiner Zeit in Baihaq im Gegensatz zu den anderen Madrasas von der karrāmitischen Madrasa keine Spur mehr übriggeblieben war. Allerdings hat sich die Karrāmīya auf den Dörfern wohl noch eine Zeitlang gehalten. Yāqūt ar-Rūmī erwähnt in seinem geographischen Lexikon, dass es in Bidschistān, einem Dorf im Umland von Nischapur, einen karrāmitischen Gelehrten namens Abū l-Qāsim Muwaffaq al-Bidschistānī gab, der bei der Volksmenge sehr beliebt war. Er hatte um 520 d. H. (= 1126 n. Chr.) bei einem gewissen Abū l-Qāsim ibn al-Husain Unterricht, war also wahrscheinlich in der Zeit danach als Gelehrter tätig. Die Schriften von Ahmad-i Dschām (1049–1141), der zu seiner Zeit einer der bedeutenden Mystiker Ostirans war, lassen erkennen, dass auch er in einem engen Verhältnis zur karrāmitischen Gemeinschaft stand, ihr möglicherweise sogar selbst angehörte.
Es scheint auch weiterhin noch möglich gewesen zu sein, karrāmitische Theologie und hanafitische Normenlehre miteinander zu kombinieren, denn der imamitische Autor ʿAbd al-Dschalīl Qazwīnī (ca. 1165) berichtet, dass man zu seiner Zeit auf der Ebene der Theologie zwischen vier Arten von Hanafiten unterschied:
1. solchen, die Karrāmiten waren,
2. solchen, die Muʿtaziliten waren,
3. solchen, die Naddschāriten waren und
4. solchen, die der Lehrrichtung Abū Hanīfas nicht nur in den Rechtsanwendungen der Scharia folgten, sondern auch in den „Grundlagen der Religion“ (uṣūl ad-dīn).[83]

### Neuerliche Patronage durch die Ghuriden und Niedergang
Zahlreich blieben die Karrāmiten weiterhin in Ghor, der Bergregion in Zentralafghanistan, und in Herat. Auch die Angehörigen der im 12. Jahrhundert ihren Aufstieg erlebenden Ghuriden-Dynastie waren allesamt Karrāmiten. Nach Minhādsch ad-Dīn Dschūzdschānī waren die ghuridischen Sultane Ghiyāth ad-Dīn Muhammad (gest. 1202/03) und sein Bruder Muʿizz ad-Dīn Muhammad (gest. 1205/06) ursprünglich ebenfalls Anhänger der Karrāmīya. Allerdings ging Muʿizz ad-Dīn, als er 1173 den Thron von Ghazna bestieg, in Übereinstimmung mit den Anschauungen der Bewohner dieser Stadt und des von ihm beherrschten Gebietes zum hanafitischen Madhhab über. Ghiyāth ad-Dīn blieb zunächst der Karrāmīya treu. 1189 gab er eine monumentale vierbändige Koranhandschrift in Auftrag, die er mit dem Kommentar des karrāmitischen Gelehrten Abū Bakr as-Sūrābādī versehen ließ. F. B. Flood vermutet, dass er diese Handschrift einer karrāmitischen Madrasa stiftete. Später wechselte Ghiyāth ad-Dīn jedoch zur schafiitischen Lehrrichtung über.
Ibn al-Athīr, der Ghiyāth ad-Dīns Konversion zur schafiitischen Lehrrichtung auf das Jahr 595 d. H. (= 1198/99 n. Chr.) datiert, berichtet, dass diese erfolgte, nachdem ihm ein schafiitischer Rechtsgelehrter namens Wadschīh ad-Dīn Abū l-Fath Muhammad ibn Mahmūd al-Marwadhī die schafiitische Lehrrichtung dargelegt und die „Unvollkommenheit“ der karrāmitischen Lehre aufgezeigt hatte. Dieser Rechtsgelehrte war von dem Hofdichter Fachr ad-Dīn Mubārakschāh eingeladen worden. Nachdem der Herrscher konvertiert war, versuchten die Karrāmiten, Wadschīh ad-Dīn zu schaden, vermochten dies jedoch nicht. Ibn al-Athīr gibt noch eine andere Erklärung dafür, dass sich die beiden Brüder von der karrāmitischen Lehre lösten. Man soll ihnen nämlich bei der Eroberung von Chorasan gesagt haben, dass die Karrāmiten im ganzen Land verachtet würden, und ihnen empfohlen haben, sich von ihren Lehren loszusagen.
Ghiyāth ad-Dīn baute nach seiner Konversion eigene Schulen für die Schafiiten, errichtete für sie in Ghazna eine Moschee und nahm auch sonst große Rücksicht auf sie. Besonders große Ehre erwies er dem schafiitischen Gelehrten Fachr ad-Dīn ar-Rāzī, dem er in Herat in der Nähe der Freitagsmoschee eine Madrasa errichtete. Sie entwickelte sich zum Anziehungspunkt von Rechtsgelehrten aus verschiedenen Ländern. Ar-Rāzī hatte eine sehr schlechte Meinung von der Karrāmīya. Er meinte, dass sich ihre ganze Angelegenheit um „Aufschneiderei, Verfälschung und das Zeigen von asketischen Übungen“ drehe.
Für die Karrāmiten war die Zurücksetzung durch den Herrscher Ghiyāth ad-Dīn ein harter Schlag. Sadr ad-Dīn ʿAlī Haisam Nischāpūrī, der Leiter der karrāmitischen Madrasa in Afschīn in Ghardschistān, schrieb ein Gedicht, in dem er die Abwendung des Sultans von der Karrāmīya heftig kritisierte. Dieses Gedicht brachte ihm jedoch nur den Ärger des Herrschers ein und zwang ihn, das Gebiet von Ghūr für ein Jahr zu verlassen. Die Karrāmiten in Herat beneideten Fachr ad-Dīn wegen seiner Vorzugsstellung bei Ghiyāth ad-Dīn und hassten ihn, insbesondere Diyā' ad-Dīn, der Neffe von Ghiyāth ad-Dīn, der mit dessen Tochter verheiratet war.
Nach Ibn al-Athīr kam es noch im Jahre 595 d. H. bei Ghiyāth ad-Dīn in der ghuridischen Hauptstadt Fīrūzkūh zu einer großen Disputation zwischen karrāmitischen, hanafitischen und schafiitischen Gelehrten, an der auch Fachr ad-Dīn ar-Rāzī und der karrāmitische Qādī Madschd ad-Dīn ʿAbd al-Madschīd ibn ʿUmar Ibn Qudwa teilnahmen. Letzterer war wegen seiner Askese, seines umfassenden Wissens und seines familiären Hintergrunds bei den Karrāmiten sehr populär. Fachr ad-Dīn ar-Rāzī griff Ibn al-Qudwa während der Disputation mehrfach persönlich an. Letzterer hielt am nächsten Tag eine Predigt, in der er Fachr ad-Dīn beschuldigte, die Lehre des Aristoteles, blasphemische Aussprüche von Ibn Sīnā und die Philosophie von al-Fārābī zu verbreiten und die Religion Gottes und die Sunna des Propheten anzugreifen. Die Karrāmiten sollen durch diese Predigt so gerührt gewesen sein, dass sie weinten. Anschließend brachen Unruhen aus, bei denen mehrere Menschen zu Tode kamen. Um die Bevölkerung zu beruhigen, musste der Herrscher versprechen, Fachr ad-Dīn ar-Rāzī aus der Stadt auszuweisen. Dieser kehrte anschließend nach Herat zurück. Ibn al-Qiftī berichtet, dass man erzählte, ar-Rāzī sei an einem Gift gestorben, das ihm die Karrāmiten verabreicht hatten.
Im 13. Jahrhundert geriet die Karrāmīya auch in ihren Kerngebieten immer mehr in eine Randposition. Der hanafitische Gelehrte Masʿūd ibn Schaiba, der um diese Zeit aktiv war, berichtet, das es sich nur noch um ein kleines Häuflein (širḏima) in den Bergen von Ghūr und dem Umland von Ghazna handle, das von den Hanafiten verschmäht und gelegentlich von manchen von ihnen sogar verflucht werde. Allerdings hat es nach Angabe des jemenitischen Häresiographen as-Saksakī (gest. 1284) noch bis in seine Zeit Anhänger Ibn Karrāms in Chorasan und an anderen Orten gegeben. Nach der mongolischen Invasion scheint die Karrāmīya dann aber endgültig verschwunden zu sein, denn es existieren keine weiteren Berichte über Begegnungen mit ihren Anhängern. Spätere Autoren, die über die Karrāmīya schreiben, wie Ibn Taimīya wiederholen nur das, was sie in der älteren Literatur gefunden haben.

## Frömmigkeit und Askese
Schon seit Muhammad ibn Karrām waren stetiger Gottesdienst (taʿabbud), Weltverzicht (zuhd) und Selbstkasteiung (taqaššuf) wichtige Prinzipien in der Karrāmīya. Von Gegnern wurden die Karrāmiten häufig auch nur als die „Selbst-Kasteienden“ (al-mutaqaššifa) bezeichnet. Nach al-Muqaddasī gehörten Gottesfurcht (tuqā), Demut (ḏull) und Bettelei (kudya) zu den vier grundlegenden Eigenschaften, die die Karrāmīya auszeichneten. Offensichtlich waren die Karrāmiten auch an ihrer speziellen Kleidung erkennbar. Der Literat Abū Haiyān at-Tauhīdī (gest. 1023) beschreibt sie in einem seiner Werke als die „Burnus-Träger“ (aṣḥāb al-barānis). Der schafiitische Häresiograph as-Saksakī beschreibt, dass sie Burnusse trugen und in ihren Händen Gebetsketten zu haben pflegten.
Die Karrāmiten waren außerdem für ihre Ablehnung der Erwerbstätigkeit (inkār al-kasb) bekannt. In dem Kitāb as-Sawād al-aʿẓam von Abū l-Qāsim as-Samarqandī wird diese Haltung kritisiert und als unrechtmäßige Neuerung eingestuft. Die karrāmitische Ablehnung der Erwerbstätigkeit (kasb) spielt auch eine wichtige Rolle in dem Kommentar von as-Sarachsī zu dem Kitāb al-Kasb von asch-Schaibānī. As-Sarachsī referiert dort die karrāmitische Lehrauffassung, wonach Erwerbsarbeit nur als Ruchsa erlaubt sei, als ausnahmsweise Entbindung von der Einhaltung bestimmter Gebote und Verbote also, und weist darauf hin, dass diese Auffassung im Gegensatz zur Mehrheitsmeinung der sunnitischen Rechtsgelehrten stehe, der zufolge die Erwerbstätigkeit zum eigenen Überleben religiöse Pflicht sei.
Viele Menschen, die außerhalb der Gemeinschaft standen, empfanden jedoch die karrāmitische Askese als aufgesetzt und kritisierten sie. Ein Beispiel ist Abū l-Hasan Silm ibn al-Hasan al-Bārūsī, ein Scheich aus einem Dorf bei Nischapur, von dem berichtet wird, dass ihn Ibn Karrām nach der Meinung über seine Anhänger fragte. Er soll darauf geantwortet haben: „Wenn sie das Begehren in ihrem Inneren nach außen kehrten, und die Askese in ihrem Äußeren nach innen kehrten, dann wären sie echte Männer.“ Außerdem soll er geäußert haben, dass er bei den Anhängern Ibn Karrāms viel Gebet, viel Fasten und viel Demut (ḫušūʿ) sehe, nicht aber das „Licht des Islams“ (nūr al-islām). In einer Überlieferung, die der imamitische Häresiograph Ibn Dāʿī ar-Rāzī anführt, wird den Karrāmiten nachgesagt, dass sie zur Beeindruckung der Menschen am Tag das Fasten hielten und in der Nacht beteten, darüber hinaus alte Kleidung trügen, aber in Wirklichkeit nur danach trachteten, sich den Bauch vollzuschlagen.

## Theologische Lehren
Die theologischen Lehren der Karrāmīya sind hauptsächlich durch die Darstellung andersgläubiger Autoren bekannt, die diese Gemeinschaft in ihren eigenen theologischen bzw. häresiographischen Werken behandelt haben. Hierzu gehören insbesondere die Aschʿariten Abū l-Hasan al-Aschʿarī, ʿAbd al-Qāhir al-Baghdādī (gest. 1037), Abū l-Muzaffar al-Isfarā'īnī (gest. 1078), al-Dschuwainī (gest. 1085) und Fachr ad-Dīn ar-Rāzī (gest. 1209), die Ismāʿīliten Abū Tammām (10. Jahrhundert) und Nāsir-i Chusrau (gest. 1072), der Zaidit al-Hākim al-Dschuschamī (gest. 1101) und der Imamit Ibn Dāʿī Rāzī (gest. nach 1132). Bei ihnen muss berücksichtigt werden, dass sie der Karrāmīya ablehnend gegenüberstanden und sie zum Teil sogar für eine außerhalb des Islams stehende Gruppierung hielten.

### Gotteslehre

#### Gott als Körper
Nach übereinstimmenden Berichten lehrten die Karrāmiten, dass Gott Körper und Substanz (ǧauhar) wäre. Wie sehr sich Ibn Karrām Gott als körperhaftes Wesen vorstellte, lässt sich daran erkennen, dass er seinen eigenen Sohn ʿAbd al-Dschasīm (Knecht des Körperhaften) nannte. Al-Maqrīzī zählte die Karrāmīya deshalb zu den Korporealisten (muǧassima) und beschrieb sie als eine Gegenbewegung zur Muʿtazila. Abū l-Qāsim as-Samarqandī behauptet, dass die Karrāmiten behaupteten, dass Gott „eine Person sei wie die Menschen und eine Gestalt habe wie die Menschen“, doch wird dies durch keine andere Quelle bestätigt.
Vielmehr verfolgten die Karrāmiten ein ganz bestimmtes Anliegen, wenn sie den Begriff „Körper“ (ǧism) auf Gott anwendeten. Ar-Rāzī zitiert sie mit den Worten: „Wir meinen damit nicht, dass Gott aus Teilen zusammengesetzt ist, sondern wir meinen damit, dass er keines Substrates (maḥall) bedarf und für sich allein stehend (qāʾim bi-n-nafs) ist.“ Al-Dschuwainī (gest. 1085) erklärt, dass die Karrāmiten, wenn sie „für sich allein stehend“ sagten, damit meinten, dass Gott „einen Raum einnehmend“ (mutaḥaiyiz) sei. Nach Fachr ad-Dīn ar-Rāzī sprachen die Karrāmiten Gott eine Richtung (ǧiha) und einen Ort zu. Abū l-Qāsim an-Nīsābūrī (gest. 1157) zitiert sie mit der Aussage, dass Gott als das Vorgängige (al-qadīm) einer Richtung zugehörig und von der Welt von jeher getrennt sei. Dasjenige, was ihn einer Richtung zugehörig machte, nannten sie Trennung (bainūna).
Die Auffassung vom „Körper“ als demjenigen, das „für sich allein stehend“ (al-qāʾim bi-nafsi-hī) ist, wurde aber offenbar nie von allen Karrāmiten geteilt. Al-Dschuwainī berichtet, dass eine kleine Gruppe von ihnen meinte, dass der Körper „das Existente“ (al-mauǧūd) sei, andere meinten, dass der Körper das ist, das für sich allein stehend ist, die meisten jedoch die Auffassung vertraten, dass der Körper etwas ist, das an einer seiner Seiten etwas anderes berührt. Der etwas später schreibende Abū l-Qāsim an-Nīsābūrī gibt andere Mehrheitsverhältnisse an. Nach ihm wurde die Auffassung vom Körper als dem „Für-sich-allein-Stehenden“ von den meisten Karrāmiten vertreten. Andere hätten gelehrt, dass der Körper das sei, das Attribute annehmen könne, und wiederum andere, dass es das sei, was an einer seinen Seiten etwas anderes berührt.
Abū Tammām zählte die Karrāmīya wegen ihres Gottesbildes zu den Muschabbiha, denjenigen religiösen Gruppen, die Gott mit diesseitigen Dingen vergleichen. Weitere Richtungen, die er dieser Gruppe zurechnete, waren die Kullābīya, die Aschʿarīya, die Hischāmīya, die Muqātilīya und die Mughīrīya. Nāsir-i Chusrau dagegen berichtet, dass die Karrāmiten jegliche Art des Taschbīh, also des Vergleichs mit diesseitigen Dingen, bei Gott ablehnten. Seinem Bericht zufolge gab es zumindest eine Gruppe karrāmitischer Theologen, die die Unvergleichlichkeit Gottes mit den diesseitigen Dingen bekräftigten. Sie sagten, dass Gott „ein Körper“ sei, aber „nicht wie [andere] Körper“. Das scheint die Lehre von Ibn Haisam widerzuspiegeln. Er soll sich darum bemüht haben, aufzuzeigen, dass sich die karrāmitische Lehre von derjenigen der Muschabbiha unterscheidet. Dabei argumentierte er damit, dass die Karrāmiten anders als die Muschabbiha Gott keine Form und Gestalt, kein Hohl- oder Rundsein und auch keine Haarfülle oder Berühren mit der Hand zuschrieben. Sie hielten sich vielmehr nur an das, was der Koran über Gott aussage, ohne das Wie zu bestimmen. Abū Tammām berichtet, die Karrāmiten lehrten, dass Gott im Jenseits auch gesehen werden könne.

#### Das Verhältnis Gottes zu seinem Thron
Besonders viele Gedanken machten sich die Karrāmiten über das Verhältnis zwischen Gott und seinem Thron. Dies hat mit ihrer Ablehnung der dschahmitischen Theologie zu tun, die Gott als ein unbegrenztes Wesen auffasste.
Koranische Grundlage für die karrāmitischen Aussagen zum Verhältnis zwischen Gott und seinem Thron war Sure 20:5: „Der Barmherzige setzte sich auf seinem Thron zurecht“ (ar-Raḥmān ʿalā l-ʿarš istawā). Nach al-Baghdādī lehrten die Karrāmiten, dass Gott von unten her eine Begrenzung hat und dort seinen Thron berühre. Abū Tammām berichtet, die Karrāmiten lehrten, dass Gott ein Körper sei, der in Verbindung zum Gottesthron stehe (mulāṣiq li-l-ʿarš). Nach al-Maqrīzī glaubten sie, dass Gott ein Körper sei, der nur von unten begrenzt sei. Dieser Körper könne mit Körpern, die unter ihm sind, zusammentreffen. Er befinde sich auf dem Gottesthron (ʿarš) und der Gottesthron berühre ihn.
Offensichtlich waren aber einige Karrāmiten daran interessiert, den Eindruck zu vermeiden, dass das Verhältnis zwischen Gott und seinem Thron als echte Berührung verstanden wurde. Al-Baghdādī zitiert einen von ihnen mit der Aussage: „Ich sage nicht, dass er seinen Thron berührt (anna-hū mumāss bi-ʿarši-hī), sondern ich sage, dass er in der Weise mit ihm zusammentrifft, dass nichts zwischen ihnen sein kann, es sei denn, dass der Thron hinabgeht, so dass zwischen ihnen ein Körper eintreten kann.“ An einer anderen Stelle äußert al-Baghdādī, die Karrāmiten insgesamt hätten bei dieser Frage den Begriff „Berührung“ (mumāssa) durch „Zusammentreffen“ (mulāqāt) ersetzt.
Die Vorstellung, dass Gott seinen Thron berührt, hat wahrscheinlich mit dem speziellen Raumverständnis der Karrāmiten zu tun. Al-Dschuwainī berichtet, dass einige von ihnen meinten, dass bei einer Entfernung der Materieteilchen (wasāʾiṭ) die Gestirne zusammenstoßen müssten. Diese Auffassung soll sie dazu gebracht haben, zu lehren, dass in dem Falle, dass Gott die Luft zwischen Himmel und Erde entfernen würde, der Himmel sich senken und die Erde sich heben würde, bis beide zusammenstießen.

#### Der innerkarrāmitische Dissens über die Größe Gottes
Bei dem Streitgespräch zwischen Abū Ishāq al-Isfarā'īnī und dem Karrāmiten am Hof von Mahmūd von Ghazna soll der Karrāmit al-Isfarā'īnī gefragt haben, ob man sagen könne, dass Gott sich auf dem Thron befinde und der Thron ein Ort für ihn sei. Al-Isfarā'īnī soll daraufhin verneint und die Unmöglichkeit dadurch veranschaulicht haben, dass er seine Handflächen aufeinanderlegte und sagte: „Wenn eine Sache so auf einer anderen liegt, dann kann sie nur größer, gleich groß oder kleiner im Vergleich zu ihr sein. Dann muss es irgendetwas Festlegendes geben, das es festlegt. Jedes Festgelegte ist aber begrenzt, und das Begrenzte kann kein Gott sein, weil es etwas Festlegendes und eine Grenze erfordert.“ Diese Argumentation soll die Karrāmiten in Verwirrung gestürzt haben. Einige sollen gesagt haben, dass er größer sei als der Thron, andere, dass er gleich groß sei. Der karrāmitische Gelehrte Ibrāhīm ibn al-Muhādschir habe die Meinung vertreten, dass er genauso breit sei wie der Thron.
Dieser innerkarrāmitische Dissens wird noch von mehreren anderen Autoren erwähnt. Al-Baghdādī berichtet, dass einige von den Karrāmiten annahmen, dass der gesamte Thron von Gott ausgefüllt werde und in dem Falle, dass ihm gegenüberliegende Throne erschaffen würden, er sie ebenfalls alle ausfüllen würde, weil er größer sei als sie alle zusammen. Andere nahmen dagegen an, dass Gott an der Seite der Berührung seinen Thron nicht überrage. Diese Auffassung wurde vor allem von Ibrāhīm ibn Muhādschir vertreten und verteidigt.
Nach Abū l-Qāsim an-Nīsābūrī lehrte eine Gruppe der Karrāmiten, dass die „Erhabenheit“ (ʿaẓama) Gottes bedeute, dass er trotz seiner Einheit auf allen Teilen des Throns ist, der Thron unter ihm ist und er über allem ist, wie er über dem Wort „gegenüber“ (ḥaḏwa) ist. Eine andere Gruppe von ihnen dagegen lehrte, seine Erhabenheit bedeute, dass er trotz seiner Einheit von einer Seite mit mehr als einem zusammentreffe und mit allen Teilen des Throns zusammentreffe.
Al-Dschuwainī berichtet, dass sich die Gruppe unter den Karrāmiten, die die Auffassung vertrat, dass der Körper etwas sei, das an einer seiner Seiten etwas berühre, wiederum in zwei Untergruppen aufgliederte: die einen hielten eine Berührung von unten für zulässig, schlossen diese jedoch bei den übrigen Seiten aus, andere hielten dagegen eine Berührung auch von den anderen Seiten her für möglich und stellten sich Gott als von den Körpern umgeben vor, die er erschaffen hatte.

#### Gottes Attribute und Namen
Nach Nāsir-i Chusrau bezeichneten die Karrāmiten Gott als wissend, mächtig und lebendig und schrieben ihm andere lobenswerte Attribute zu, die auch Menschen haben können, meinten aber, dass „Wissen“, „Macht“ und „Leben“ bei Gott etwas anderes seien als in anderen Zusammenhängen. Leben, Macht, Wissen, Gehör und Sehkraft waren nach karrāmitischer Ansicht anfangsewige Wesensattribute (ṣifāt aḏ-ḏāt) Gottes. Alles, was darüber hinausgeht, betrachteten sie nicht als Attribute, sondern als Prädikate (nuʿūt), die erschaffen sind. Eine Gruppe unter den Karrāmiten soll die Meinung vertreten haben, dass Gott zwei Wissen habe, eines, mit dem er die gewussten Dinge wisse, und ein anderes, mit dem er ebendieses Wissen wisse. Wissen, Wille und Wahrnehmungen konnten nach karrāmitischer Ansicht auch bei Toten vorhanden sein, die Existenz von Macht hielten sie dagegen nur beim Lebenden für möglich.
Die Macht, die sich auf das Sprechen bezieht, nannten die Karrāmiten die Rede Gottes (kalām Allāh).
Nach der karrāmitischen Lehre hatten auch diejenigen Gottesnamen eine ewige Existenz, die von seinem Handeln abgeleitet sind. Gott soll also bereits vor der Existenz der Schöpfung (ḫalq) und des Lebensunterhalts (rizq) ein Schöpfer (ḫāliq) und Ernährer (rāziq) gewesen sein. Al-Baghdādī zitiert die Karrāmiten mit den Worten: „Wir sagen: Gott war schon vorher Schöpfer und Ernährer in absoluter Weise. Wir sagen aber nicht mit Genitiv: er war schon Schöpfer der Geschöpfe und Ernährer der Ernährten. Wir setzen diesen Genitiv nur bei Existenz von Geschöpfen und Ernährten.“ Nach karrāmitischer Lehre war Gott Schöpfer durch sein „Schöpfertum“ (ḫāliqīya) und Ernährer durch sein „Ernährertum“ (rāziqīya). Schöpfertum erklärten sie hierbei als „die Macht zur Erschaffung“ (al-qudra ʿalā at-taḫlīq).
Von dem Karrāmiten Ibrāhīm ibn Muhādschir wird allerdings berichtet, dass er die Namen Gottes als Akzidentien in ihm betrachtete, so wie er auch meinte, dass jeder Name ein Akzidens in dem Benannten sei. Er behauptete, dass Allāh ein Akzidens sei, das in einem anfangsewigen Körper Platz nehme, und auch alle anderen Namen Gottes wie Rahmān, Rahīm, Chāliq unterschiedliche Akzidentien in Gott seien.

#### Der Schöpfungsprozess als Geschehen in Gott
Ein besonderes Merkmal der karrāmitischen Lehre war, dass ihr zufolge in Gott selbst Dinge geschehen können. Nach Fachr ad-Dīn ar-Rāzī glaubten die Karrāmiten, dass Gott „Substrat der Geschehnisse“ (maḥall al-ḥawādiṯ) sei. Al-Baghdādī und al-Isfarāʾīnī nennen als die Geschehnisse (ḥawādiṯ), für die nach karrāmitischer Lehre Gott Substrat ist, sein Zusammentreffen mit dem Thron, seine Worte, sein Wille, seine Wahrnehmung der hörbaren Dinge und seine Wahrnehmung der sichtbaren Dinge. Diese fünf Dinge sind nach karrāmitischer Ansicht Akzidentien, die in Gottes Wesen geschehen.
Die fünf Geschehnisse in Gottes Wesen geschehen nach karrāmitischer Lehre allein durch Gottes Macht (qudra). Dies trifft auch für seine Aussagen über Vergangenheit und Zukunft in den geoffenbarten Büchern zu. Die Körper und Akzidentien der Welt sind dagegen nicht Objekte von Gottes Macht (maqdūrāt), weil er sie nur mit seinen Worten und seinem Willen erschafft. Die Karrāmiten lehrten nämlich, dass alles, was in der Welt entsteht, nur dadurch entsteht, dass Gott das Wort „Sei!“ (kun) ausspricht und seine Entstehung will. Auf die gleiche Weise soll alles, was in der Welt zunichtegeht, nur dadurch zunichtegehen, dass Gott das Wort „Verschwinde!“ (ifna) zu ihm sagt und seinen Untergang will. Und wenn er einen Körper oder ein Akzidens erschaffen hat, müssen sie so lange bestehen bleiben, bis Gott zu ihnen sagt, dass sie verschwinden sollen, und er ihren Untergang will. So wie Gott nichts in der Welt erschaffen kann, ohne dass zuvor viele Akzidentien in ihm eingetreten sind, kann auch Gott nichts aus der Welt verschwinden lassen, ohne dass in ihm Akzidentien eingetreten sind, darunter sein Wille dazu, dass das Verschwindende verschwindet. Allerdings berichtet al-Baghdādī an anderer Stelle, dass sich die Karrāmiten uneinig darüber waren, ob auch das Nichts (al-ʿadm) zu den Geschehnissen gehört, die im Wesen Gottes geschehen können. Während ein Teil von ihnen dies für möglich hielt, schloss die Mehrheit von ihnen dies aus.
Nach der karrāmitischen Lehre ist Gott zweifellos derjenige, der alle Dinge durch seine Macht hervorbringt, allerdings ist das Hervorbringen (īǧād) nicht etwas, was zum Geschehen gebracht wird, sondern geschieht. Diese Auffassung begründeten die Karrāmiten damit, dass sonst ein unendlicher Rekurs auf eine letzte Ursache notwendig wäre. Abū l-Muzaffar al-Isfarā'īnī meint, dass die Karrāmiten bei ihrer Lehre, wonach die Geschehnisse im Wesen Gottes geschehen, von den Madschūs beeinflusst waren. Diese hätten nämlich behauptet, dass Yazdān bei sich darüber nachgedacht habe, dass ihm ein Widersacher entstehen könne, der ihn in seinem Reich bekämpfen könnte. Er habe sich daraufhin Sorgen gemacht, und es sei aufgrund dieses Gedankens in seinem Wesen Fäulnis entstanden, aus der er den Satan erschaffen habe. Als die Karrāmiten davon hörten, sollen sie ihre Lehre von Gott als dem Substrat der Geschehnisse darauf gestützt haben. Al-Dschuwainī zufolge waren die Karrāmiten die einzige religiöse Gruppe nach den Madschūs, die einen Ablauf von Geschehnissen in Gott für möglich hielt.
Eine weitere Besonderheit der Lehre der Karrāmiten war, dass sie zwischen der Rede (kalām) und dem Wort (qaul) Gottes unterschieden. Während sie erstere als Attribut für anfangsewig (qadīm) hielten, sagten sie von letzterem, dass es „geschehend“ (ḥādiṯ) und „in Gott vor sich gehend“ (qāʾim bi-Llāh), nicht aber „zum Geschehen gebracht“ (muḥdaṯ) sei. Diese Lehre bezogen sie auch auf den Koran: Nach ihrer Auffassung war er nicht erschaffen, sondern „geschehend“. Dass die Karrāmiten im Koran nicht die Rede Gottes, sondern das „Wort Gottes“ (qaul Allāh) sahen, hob sie von allen anderen islamischen Gruppen ab.

### Propheten, Imame und Gottesfreunde
Wie Ibn Hazm berichtet, lehrten die Karrāmiten, dass Propheten große und kleine Sünden begehen können, sie jedoch gegen Lüge in der Übermittlung der religiösen Botschaft durch die ʿIsma geschützt sind. Nach al-Baghdādī lehrten sie, dass Gottesgesandtentum und Prophetentum zwei Bedeutungen sind, die im Rasūl und Propheten von Anfang an bestehen, anders als seine ʿIsma, seine Wunderhaftigkeit und seine Aussendung durch Gott. Sie unterschieden nämlich zwischen dem Rasūl-Gesandten und dem Mursal-Gesandten, indem sie sagten, dass der Rasūl derjenige sei, in dem sich diese Bedeutung befinde, und derjenige, in dem sich diese Bedeutung finde, von Gott ausgesandt werden müsse. Der Mursal-Gesandte sei dagegen derjenige, den der Aussendende bereits ausgesandt habe.
Weiter lehrten sie, dass im Falle des Auftretens eines Propheten, der zu seiner Religion ruft, derjenige, der diesen Ruf hört oder davon hört, verpflichtet sei, ihn für wahr zu erklären und ihn zu bestätigen, ohne über seinen Beweis belehrt worden zu sein. Al-Baghdādī meinte, dass die Karrāmiten diese Idee von den Ibaditen übernommen hatten, die lehrten, dass schon die Behauptung eines Propheten, dass er ein Prophet sei, ein ausreichender Beweis (ḥuǧǧa) sei. Derjenige, den der Ruf der Propheten nicht erreiche, müsse das glauben, was die Vernunft erforderlich mache, nämlich dass Gott Gesandte zu seinen Geschöpfen gesandt habe. Sie glaubten nämlich, dass in dem Falle, dass sich Gott vom ersten Zeitpunkt der Verpflichtung bis zur Auferstehung nur auf einen Rasūl-Gesandten beschränkt hätte, er nicht vernünftig (ḥakīm) gewesen wäre. Nach Abū Tammām dagegen lehrten die Karrāmiten, dass der Prophet Mohammed kein Beweis gewesen sei, weil er starb, während der Beweis Gottes nicht sterben könne.
Wie die Imamiten meinten die Karrāmiten, dass der Imam durch Designation (naṣṣ) bestimmt wird, allerdings hingen sie der Auffassung an, dass der designierte Imam nach dem Propheten Mohammed nicht ʿAlī ibn Abī Tālib war, sondern Abū Bakr. Sie leiteten dies aus dem Koranwort in Sure 48:16 ab: „Sag zu denjenigen Wüstenarabern, die zurückgelassen worden sind: Ihr werdet zu einem Volk von gewaltiger Macht gerufen werden, gegen die ihr kämpfen müsst, wenn sie sich nicht ergeben“. Dieses Koranwort bezogen sie auf Abū Bakr, der als Erster nach dem Tod des Propheten zum Kampf gegen die „abgefallenen arabischen Stämme“ aufgerufen hatte. Die Karrāmiten meinten außerdem, dass es zwei Imame zur gleichen Zeit geben könne. Eine Gruppe unter ihnen soll gelehrt haben, dass ʿAlī ibn Abī Tālib und Muʿāwiya I. zur selben Zeit Imame gewesen seien. Nur habe sich ʿAlī im Gegensatz zu Muʿāwiya an die Sunna gehalten. Dennoch hätten die Anhänger eines jeden von ihnen die Pflicht gehabt, ihrem Imam zu gehorchen. Ibn Dāʿī ar-Rāzī berichtet, dass einige Karrāmiten sogar das Imamat von Yazīd ibn Muʿāwiya anerkannten, obwohl dieser zu Unrecht das Blut des Prophetenenkels al-Husain ibn ʿAlī vergossen hatte. Sie sollen das damit begründet haben, dass das Blutvergießen des von Gott eingesetzten Kalifen bereits im Koran (Sure 2:30) vorausgesagt und dort gebilligt werde.
Wie al-Hakīm at-Tirmidhī benutzten die Karrāmiten für Mystiker bzw. Heilige das Wort Walī („Gottesfreund“). Al-Baghdādī sagt den Karrāmiten nach, dass sie manche Gottesfreunde sogar für besser hielten als manche Propheten. Hierbei muss berücksichtigt werden, dass auliyāʾ („Gottesfreunde“) auch der übliche Name für die karrāmitischen Asketen und Chanqāh-Bewohner war. Einige Karrāmiten sollen auch behauptet haben, dass ihr Gründer Ibn al-Karrām besser sei als ʿAbdallāh ibn Masʿūd und viele Sahāba, die Gefährten und Begleiter des Propheten. Al-Baghdādī meint, sie hätten nur deswegen nicht gewagt, ihn auch dem Propheten Mohammed vorzuziehen, weil sie sich vor dem Schwert fürchteten. Anderes berichtet dagegen Ibn Dāʿī ar-Rāzī. Ihm zufolge sollen einige Karrāmiten Ibn Karrām auch für besser und bedeutender als den Propheten Mohammed gehalten haben.

### Der Glaube
Nach Abū l-Hasan al-Aschʿarī behaupteten die Karrāmiten, dass der Glaube das Bekenntnis (iqrār) lediglich mit der Zunge, nicht mit dem Herzen sei. Sie sollen darauf beharrt haben, dass Glaube nur Für-Wahr-Erklären mit der Zunge sei, nicht aber Erkenntnis im Herzen. Sie sollen auch gelehrt haben, dass die Munāfiqūn zur Zeit Mohammeds wirkliche Gläubige gewesen seien und dass Kufr in Bezug auf Gott daraus bestehe, ihn zu verleugnen und in Abrede zu stellen. Niemand, so referiert Abū Tammām die Auffassung der Karrāmiten, habe den Glauben an Gott im Herzen, nicht einmal Gottesfreunde oder Propheten. Noch Extremeres berichtet al-Maqrīzī von den Karrāmiten: Sie sollen gelehrt haben, dass der Glaube nur aus der Formel Lā ilāha illā Llāh („Es gibt keinen Gott außer Gott“) bestehe, ganz gleich, ob man davon überzeugt sei oder nicht.
Besonders ausführliche Erklärungen zur Glaubenslehre der Karrāmiten gibt al-Baghdādī. Demnach meinten sie, dass der Glaube ein einmaliges Bekenntnis sei, nämlich das „Doch“ (balā) der Geschöpfe bei der Schließung des Urvertrags, als Gott „aus der Lende der Kinder Adams deren Nachkommenschaft zog“ (Sure 7:172) und diese bezeugen ließ, dass er ihr Herr sei. Die Karrāmiten behaupteten, dass die Wirkung dieses „Dochs“ unter den Menschen bis zum Tag der Auferstehung anhalte. Alle Menschen, ganz gleich, ob sie gläubige oder ungläubige Eltern haben, sollen aufgrund ihres früheren Bekenntnisses beim Urvertrag als Gläubige zur Welt kommen. Da die Kinder durch ihr „Doch“ beim Urvertrag Gläubige sind, sollen sie im Falle des Todes auch allesamt in das Paradies kommen. Wenn aber dann der Mensch erwachsen wird und sich bei ihm Kufr zeigt, wird er je nach Status der Eltern unterschiedlich beurteilt. Wenn seine Eltern Ungläubige waren, dann gilt auch er als Ungläubiger. Wenn aber nur einer von ihnen gläubig war, dann gilt er als Apostat. Wenn aber derjenige, der vom Islam abgefallen ist, erneut bekennt, dann soll sein erstes Bekenntnis nach der Apostasie als Glaube gelten. Nicht aber gilt die Wiederholung des Bekenntnisses als Glaube.
Wie al-Baghdādī berichtet, stellten die Karrāmiten den Glauben der Munāfiqūn dem Glauben der Propheten, der Engel und der übrigen Gläubigen gleich. Die Munāfiqūn hielten sie für wahre Gläubige, aber sie hielten es auch für möglich, dass ein Gläubiger auf alle Ewigkeit in der Hölle sei, wie ʿAbdallāh ibn Ubaiy, der Anführer der Munāfiqūn, so wie sie es für möglich hielten, dass ein Ungläubiger ins Paradies kommt, wie ʿAmmār ibn Yāsir, dann nämlich, wenn er vor seinem Tod zu einem blasphemischen Ausspruch gezwungen worden ist. Al-Hākim al-Dschuschamī referiert von den Karrāmiten die Lehre, dass Gott die Ungläubigen aus dem Höllenfeuer herausholen könne. Ibn Hazm berichtet hinsichtlich der Munāfiqūn allerdings von einem Dissens unter den Karrāmiten: Während die einen sagten, dass sie Gläubige seien und als solche ins Paradies kämen, meinte eine andere Gruppe, dass sie zwar Gläubige seien, gleichzeitig aber auch Beigeseller, und als solche in die Hölle kämen.
Mehrere Gelehrte betrachteten die Karrāmīya wegen ihrer Auffassung vom Glauben als eine Untersekte der Murdschi'a, so Abū l-Hasan al-Aschʿarī und Abū Nuʿaim al-Isfahānī. Abū Tammām sah hinsichtlich der karrāmitischen Lehren über die Handlungen der Menschen eine Nähe zwischen ihnen und der Gruppe der Naddschārīya, die ebenfalls zu den Murdschi'a gehörte. Die Karrāmiten selbst sahen sich dagegen nicht als Murdschi'a an, sondern verwendeten den Begriff für solche Gruppen, die den Pflichtencharakter der Werke verleugneten.

### Verbreitung der theologischen Lehren und Geheimhaltung
Die Lehren von der Körperlichkeit Gottes und von Gott als dem Substrat der entstehenden Dinge scheinen unter den einfachen Anhängern der Karrāmīya nicht sehr bekannt gewesen zu sein. ʿAbd al-Qāhir al-Baghdādī berichtet, dass er selbst eine Gruppe von einfachen Anhängern der Karrāmīya getroffen hatte, die nur dem Namen nach von der Körperlichkeit Gottes gehört hatten und auch nicht wussten, dass ihre Geistlichen die Lehre von der Entstehung der Geschehnisse im Wesen Gottes vertraten.
Möglicherweise galt bei den Karrāmiten eine Art Arkandisziplin. Wie Ibn ad-Dāʿī berichtet, hatte Muhammad ibn Karrām auf den Rücken seines „Buches des Geheimnisses“ mit eigener Hand den Koranvers geschrieben: „Nur die Gereinigten sollen es berühren“ (Sure 56:79). Al-Hākim al-Dschuschamī sagt den Karrāmiten nach, dass sie Geheimlehren hätten, die von ihnen „Grundsätze“ (aḥkām) genannt würden und den Geheimnissen der Bātinīya ähnelten. Auch Fachr ad-Dīn ar-Rāzī verdächtigte die Karrāmiten der Geheimhaltung. So war er fest davon überzeugt, dass sie in Wirklichkeit glaubten, dass Gott ein zusammengesetzter Körper sei, dass sie dies aber aus Taqīya, also der Vorstellung, es sei erlaubt, bei Gefahr für Leib und Leben den eigenen Glauben zu verheimlichen, und aus Furcht nicht offen sagten.

## Normenlehre
Die meisten Besonderheiten der Karrāmīya in der Normenlehre betrafen die Durchführung der religiösen Riten. Sie zeichneten sich in diesem Bereich durch eine gewisse Nachsichtigkeit aus. Al-Muqaddasī nennt vier Punkte, in denen sich die Karrāmiten von allen anderen islamischen Gruppen unterschieden: die Nachsichtigkeit (musāmaḥa) hinsichtlich der Nīya bei den rituellen Pflichten, ihre Erlaubnis, das Pflichtgebet auf dem Rücken eines Reittiers zu sprechen, ihre Anerkennung der Gültigkeit des Fastens einer Person, die aus Versehen nach dem Sonnenaufgang gegessen hat, und die Gültigkeit eines Morgengebets, das beim Sonnenaufgang noch nicht beendet ist. In einer Handschrift des Werks wird noch ein fünfter Punkt genannt, dass nämlich die Karrāmiten es für zulässig hielten, das Freitagsgebet außerhalb einer Stadt (miṣr ǧāmiʿ) mit weniger als vierzig Personen abzuhalten. Wie die Ashāb al-hadīth erlaubten es die Karrāmiten auch, beim Wudū' lediglich über den Turban zu streichen.
Weitere Besonderheiten werden bei al-Maqrīzī genannt. Demnach lehrte Ibn Karrām zum Beispiel, dass es für den Reisenden ausreiche, nur die beiden Takbīre des Furcht-Gebets (ṣalāt al-ḫauf) zu sprechen. Außerdem hielt er es für zulässig, in einem Gewand zu beten, dass in eine unreine Flüssigkeit getaucht worden war. Gebet, Fasten, Zakāt, Haddsch und die übrigen gottesdienstlichen Übungen waren nach seiner Meinung auch dann gültig, wenn ihnen keine Absichtserklärung vorausgegangen war. Die Absichtserklärung war ihm zufolge nur bei den supererogatorischen Handlungen (nawāfil) notwendig, also dann, wenn jemand mehr tat, als seine Pflicht verlangte. Das rituelle Gebet konnte man seiner Meinung nach auch mit Essen, Trinken oder mit Geschlechtsverkehr beenden.
Andere Besonderheiten der Karrāmiten im Bereich der Normenlehre betrafen den Bereich der Sexualität. Nach Abū Tammām lehrten sie, dass es dem Mann verboten sei, eine Frau zu heiraten, wenn er zuvor mit ihrer Mutter sexuell verkehrt hatte. Ibn al-Karrām soll außerdem gelehrt haben, dass der Geschlechtsverkehr mit Knaben oder jungen Männern von den Ungläubigen Gottesdienst sei, ganz gleich ob es sich um Muschrikūn, Madschūs, Juden oder Christen handele. Er leitete das aus Sure 9:120 ab, wo es heißt: „sie machen keinen Einfall (lā yaṭiʾūna mauṭiʾan), der den Groll der Ungläubigen hervorruft, und erlangen nichts von einem Feind, ohne dass ihnen dafür eine rechtschaffene Tat gutgeschrieben würde.“ Ein karrāmitischer Dichter soll zu dieser Regel gedichtet haben:
wa-kam min Yahūdīyin malīḥin ʿalautu-hū

wa-aḥsanu šai'in Muslimun fauqa kāfirin
Wie viele hübsche Juden habe ich bestiegen,

ein Muslim über einem Ungläubigen ist doch die beste Sache.
Auch in den Usūl al-fiqh scheinen die Karrāmiten einzelne Sonderlehren vertreten zu haben. So wird ihnen nachgesagt, dass sie bei der Beurteilung menschlicher Handlungen keine Mitteldinge kannten, sondern nur Verdienste und Sünden, die sich jeweils zu Gunsten oder zu Lasten der Menschen auswirken. Das leiteten sie aus dem Koranwort in Sure 10:32 ab: „Was kann es nach der Wahrheit denn anderes als Irrtum geben?“
Von einer Gruppe von ihnen wird berichtet, dass sie hinsichtlich der Beurteilung des Idschtihād-Ergebnisses dem Grundsatz kull muǧtahid muṣīb („Wo immer jemand ein selbständiges Urteil fällt, trifft er etwas Richtiges“) folgte, und zwar sowohl bei den Rechtsanwendungen (furūʿ) als auch bei den Grundlagen (uṣūl). Eine Ausnahme machten sie nur bei Häretikern (zanādiqa). Bei dieser Lehre, die al-Muqaddasī als murdschi'itisch kennzeichnet, berief sich die Gruppe auf den angeblichen Ausspruch des Propheten, wonach sich seine Gemeinschaft in 73 Sekten aufspalten soll, von denen 72 in das Paradies kommen und eine in die Hölle.

## Untersekten
In den islamischen häresiographischen Werken werden verschiedene karrāmitische Untersekten erwähnt. Sie sollen unterschiedliche Ansichten vertreten, sich aber gegenseitig anerkannt haben. Die Anzahl dieser Untersekten wird unterschiedlich angegeben: al-Baghdādī nennt drei, Fachr ad-Dīn ar-Rāzī sieben, und asch-Schahrastānī zwölf. Informationen liegen nur über die folgenden Sekten vor:
HīdīyaSie führt sich auf Hīd ibn Saif, einen Schüler Ibn Karrāms, zurück. Die Angehörigen dieser Untergruppe sollen ganz offen gelehrt haben, dass Gott ein Körper sei.
RazīnīyaSie führt sich auf Razīn, einen anderen Schüler Ibn Karrāms aus Gardschistān, zurück.
MuhādschirīyaSie führte sich auf Ibrāhīm ibn Muhādschir, einen Schüler von ʿAmr al-Mazūlī zurück. Dieser al-Mazūlī war Schüler von ʿAbdān as-Samarqandī, ʿAbdān von Muhammad as-Sidschzī und dieser wiederum von Ibn Karrām.
ʿĀbidīyaSie führte sich auf ʿUthmān al-ʿĀbid zurück, der von Abū l-Fadl al-ʿĀbid übernahm, jener wiederum von ʿAmr al-Mazūlī.
TūnīyaSie führte sich auf Abū Bakr ibn ʿAbdallāh, einen anderen Schüler von ʿAmr al-Mazūlī zurück.
HaisamīyaSie geht auf den bereits genannten Kalām-Gelehrten Abū ʿAbdallāh Muhammad ibn al-Haisam zurück, der als eine der angesehensten Persönlichkeiten der Karrāmīya gilt. Er hatte bei Muhammad ibn Dschaʿfar gelernt, der ein weiterer Schüler von al-Mazūlī war. Ein Unterschied zwischen ʿĀbidīya und Haisamīya bestand darin, dass erstere die Entfernung zwischen Gott und dem Gottesthron für endlich hielt, während letztere sie als unendlich betrachtete. Madschd ad-Dīn ʿAbd al-Madschīd ibn ʿUmar Ibn Qudwa, der am Hof des ghuridischen Herrscher Ghiyāth ad-Dīn mit Fachr ad-Dīn ar-Rāzī disputierte, gehörte dieser Untersekte der Karrāmīya an. Al-Bazdawī beschreibt die Haisamīya als eine Synthese aus Karrāmīya und Qadarīya.
IshāqīyaSie bezieht sich wahrscheinlich auf Abū Yaʿqūb Ishāq ibn Mahmaschādh (gest. 993), dessen Familie die tragende Säule der Karrāmīya in Nischapur war.
Tarā'ifīyaGründer dieser Untersekte war der Gelehrte Ahmad ibn ʿAbdūs at-Tarā'ifī (gest. 958).
Weitere Untersekten, die in den arabischen Quellen genannt werden, sind die Haqā'iqīya, die Nūnīya, die Zarībīya, die Wāhidīya, die Hamāqīya, die Sūrmīya, die Sauwāqīya, die Maʿīya und die Dhammīya.

## Karrāmitische Gelehrsamkeit

### Koranwissenschaften
Die eigentliche Stärke karrāmitischer Gelehrsamkeit lag in den Koranwissenschaften. Zu den koranwissenschaftlichen Werken, die heute als karrāmitisch eingeordnet werden, gehören:
- Das Kitāb al-Mabānī li-naẓm al-maʿānī. Hierbei handelt es sich um die Einleitung zu einem Korankommentar, die seit dem 19. Jahrhundert eine wichtige Quelle westlicher Koranstudien ist und 1954 von Arthur Jeffery herausgegeben wurde. Da die einzige Handschrift, in der das Werk überliefert ist, im Maghribi-Duktus geschrieben ist, ging man früher davon aus, dass das Werk nordafrikanischer oder andalusischer Herkunft ist. Die karrāmitische Herkunft des Werks, das im Jahre 425 (= 1033 n. Chr.) begonnen wurde, wurde erst in den 1980er Jahren von A. Zysow entdeckt. Der wichtigste Beweis für die karrāmitische Ausrichtung des Textes ist eine Passage, in der der Autor den Gründer der Gemeinschaft als den „rechtleitenden Imam (al-imām al-hādī) Abū ʿAbdallāh Muhammad ibn Karrām“ zitiert. An mehreren Stellen wird auch der bekannte karrāmitische Theologe Muhammad ibn al-Haisam erwähnt.[218] Der Autor des Werks wird nicht genannt, doch nimmt Zysow an, dass er den Kreisen des bekannten karrāmitischen Theologen Muhammad ibn al-Haisam angehörte.[219] Aufgrund einer ausführlichen Analyse der Überlieferungsketten in dem Werk und verschiedener kodikologischer Indizien vertritt der iranische Gelehrte Hasan Ansārī Qummī die Auffassung, dass es sich um den karrāmitischen Koran-Gelehrten Abū Muhammad Hāmid ibn Ahmad Ibn Bastām (gest. 1038) aus Nischapur handelt.[220]
- Der persische Korankommentar Tafsīr at-tafāsīr von Abū Bakr ʿAtīq ibn Muhammad as-Sūrābādī (gest. 1100), in dem vier Generationen von Karrāmiten mit ihrer Interpretation verschiedener Koranverse zitiert werden.[221] Eine monumentale Koranhandschrift mit as-Sūrābādīs Kommentar wurde 1189 von dem ghuridischen Sultan Ghiyāth ad-Dīn in Auftrag gegeben. Die Handschrift befindet sich heute im Iranischen Nationalmuseum.[222] Der Kommentar selbst wurde 2002/03 in Teheran in fünf Bänden ediert.
- Das Werk al-Fūṣūl von Abū Hanīfa ʿAbd al-Wahhāb ibn Ahmad (10./11. Jahrhundert), in dem verschiedene Koranverse kommentiert werden.[223] Der Text, der in einer Mischung aus Persisch und Arabisch gehalten ist, enthält zahlreiche Aussprüche, die von Muhammad ibn Karrām tradiert werden. Das Werk ist in vier Handschriften überliefert, von denen drei in iranischen Bibliotheken liegen und eine sich im British Museum befindet.[224] Letztere ist allerdings unvollständig.[225]
- Das Qisas-al-Anbiyā'-Werk von Abū l-Hasan al-Haisam ibn Muhammad al-Būschandschī (gest. 1075), einem Enkel von Abū ʿAbdallāh Muhammad ibn al-Haisam. Es ist in der Handschrift Princeton Yahuda 439 erhalten.[226] Sein erster Teil wurde 2006 in Amman ediert.[227]

### Häresiographie
Auch das häresiographische Kitāb ar-Radd ʿalā ahl al-bidaʿ wa-l-ahwāʾ („Buch der Widerlegung der Anhänger unrechtmäßiger Neuerungen und Irrlehren“) von Abū Mutīʿ Makhūl an-Nasafī (gest. 930) hat eine karrāmitische Ausrichtung. In diesem Werk werden die Lehren der Harūrīya, Rawāfida, Qadarīya, Dschabrīya, Dschahmīya und Murdschi'a einer umfassenden Kritik unterzogen. Jede Gruppe wird dabei noch einmal in zwölf Untergruppen unterteilt. Auf diese Weise erreicht der Autor die Zahl der 72 Sekten, die nach einem Prophetenwort in die Irre gegangen sein sollen. Die eigene theologische Identität legt der Autor nicht offen. Wenn er von der eigenen religiösen Richtung spricht, bezeichnet er diese immer nur als die Position der „Gemeinschaft“ (ǧamāʿa). Während Marie Bernand das Buch in ihrer Edition als hanafitisch eingestuft hatte, hat Ulrich Rudolph aufgezeigt, dass der Autor, ohne diese Abhängigkeit offensiv darzustellen, der Theologie Ibn Karrāms folgt.

### Traktatan-Nutaf fī l-fatāwā
Mit dem Traktat an-Nutaf fī l-fatāwā, der dem hanafitischen Ober-Qādī Abū l-Hasan ʿAlī ibn Husain as-Sughdī (gest. 1068) zugeschrieben wird, hat sich wahrscheinlich auch ein eigenständiges karrāmitisches Werk zur islamischen Normenlehre erhalten. Der Traktat, der vergleichend angelegt ist, hat keinen offen zu Tage tretenden karrāmitischen Charakter, doch werden in ihm die rechtswissenschaftlichen Ansichten eines Abū ʿAbdallāh übermittelt, der nach A. Zysow mit Muhammad Ibn Karrām zu identifizieren ist. Zysow leitet das daraus ab, dass die Lehren, die in dem Text Abū ʿAbdallāh zugeschrieben werden, große Übereinstimmung mit dem aufweisen, was al-Muqaddasī und die Häresiographen über die karrāmitische Normenlehre berichten. Er hält es für eine Möglichkeit, dass der Text eine Reformulierung der karrāmitischen Lehre bietet, die sie von ihren anstößigeren Zügen befreite, so wie zuvor Ibn al-Haisam die karrāmitische Theologie reformuliert hatte. Die Hanafiten werden in dem Werk als eine eigenständige Gruppe präsentiert, der der genannte Abū ʿAbdallāh nicht zugehört.
Für die Zugehörigkeit des Autors zur Karrāmīya spricht nach Zysow auch, dass er zum einen meistens nur dann Regeln begründet, wenn er sie auf Abū ʿAbdallāh zurückführt, und zum anderen die karrāmitische Lehrposition manchmal ohne klare Zuschreibung als die akzeptierte Lehre präsentiert. Er vermutet, dass an-Nutaf für karrāmitische Rechtsstudenten verfasst wurde, von denen einige Hanafiten waren und andere Ibn Karrām und seinen Nachfolgern wie Muhammad ibn Sāhib folgten. Das Werk sei wegen seiner klaren Darstellung des hanafitischen Rechts im Lehrbetrieb geschätzt worden, seine karrāmitische Herkunft später in Vergessenheit geraten, so die Vermutung Zysows.

### Hagiographie
Ursprünglich existierten auch mehrere karrāmitische Werke hagiographischen Charakters. So haben zum Beispiel die beiden karrāmitischen Gelehrten Ishāq ibn Mahmaschādh (gest. 993) und Muhammad ibn al-Haisam Werke über die Fadā'il bzw. die lobenswerten Eigenschaften (manāqib) von Muhammad ibn Karrām zusammengestellt.
Erhalten hat sich lediglich die persische Anekdotensammlung Raunaq al-maǧālis (in einigen Handschriften ist der Titel abweichend Raunaq al-qulūb) von Abū Hafs ʿUmar ibn Hasan an-Naisābūrī as-Samarqandī, die wahrscheinlich in der zweiten Hälfte des 11. Jahrhunderts abgefasst worden ist. Sie stellte eine der ältesten religiös-ethischen Erzählsammlungen in persischer Sprache überhaupt dar. Das Buch enthält auf 25 Seiten Anekdoten aus dem Leben Ibn al-Karrāms. Hatoum liefert in seiner Dissertation von einigen repräsentativen Anekdoten englische Übersetzungen. An einer Stelle wird ein Kitāb Manāqib al-ustāḏ Isḥāq („Buch über die lobenswerten Eigenschaften des Ustādh Ishāq“) zitiert, bei dem es sich wahrscheinlich um ein hagiographisches Werk über Ishāq ibn Mahmaschādh handelt. Eine anonyme gekürzte Version von Raunaq al-maǧālis wurde 1975 von ʿAlī Radschā'ī veröffentlicht. Das Buch war auch in einer arabischen Übersetzung populär, von der mehrere Handschriften existieren. Später erstellte davon ʿUthmān ibn Yahyā al-Mīrī eine Kurzfassung.

## Karrāmitischer Einfluss auf das Minarett von Dschām

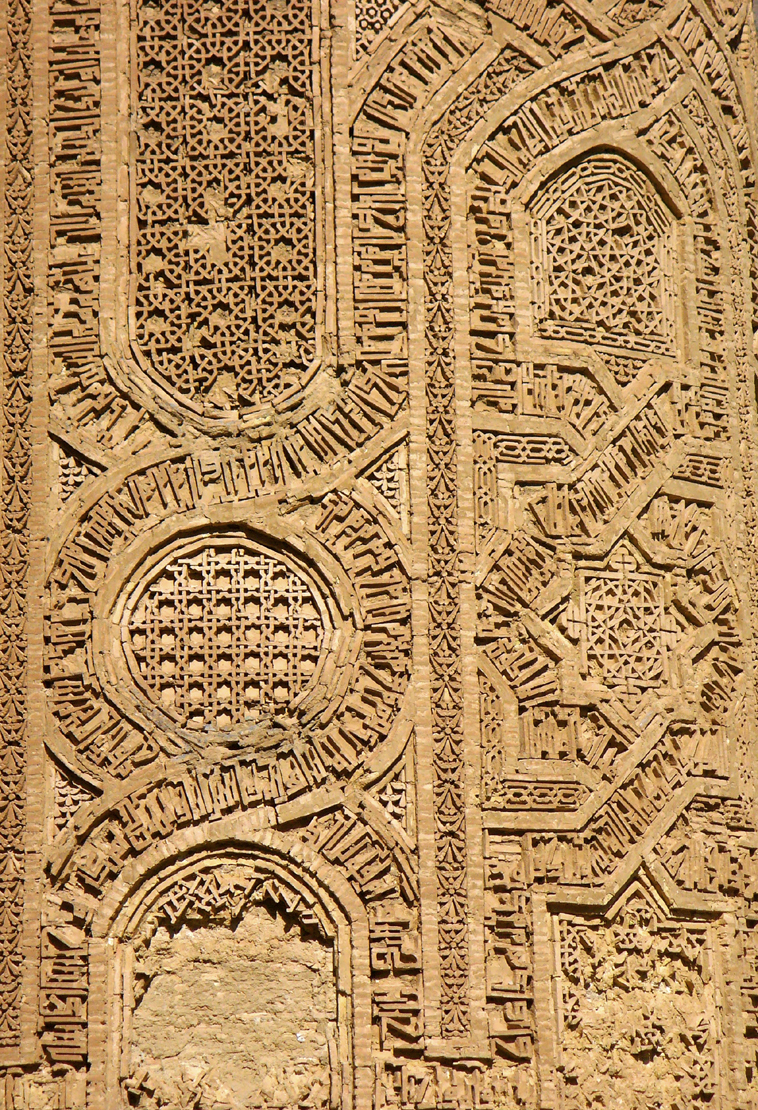
Die östliche Seite des Minaretts mit der bogenförmigen Paneele und dem rautenförmigen Knoten, die sich am oberen rechten Bildrand befinden.

Nach der Interpretation von Finbarr B. Flood zeigt sich karrāmitischer Einfluss auch in der Gestaltung des Minaretts von Dschām, des wichtigsten Denkmals ghuridischer Baukunst. Am unteren Schaft dieses Minaretts verläuft eine Reihe von schmalen arabischen Schriftbändern, die sich überlappen und überkreuzen und auf diese Weise Paneele bilden, die mit geometrischen Ornamenten gefüllt sind. In diesen Schriftbändern wird der gesamte Text von Sure 19 wiedergegeben. Da Form und Inhalt dieses Inschriftenbandes ungewöhnlich sind, gab es mehrfach Versuche, sie zu bestimmten historischen Umständen der Erbauung des Minaretts in Bezug zu setzen. Ralph Pinder-Wilson zum Beispiel setzte sie 2001 zu den Siegen der Ghuriden in Indien in Beziehung und vertrat die Auffassung, dass sich die in Sure 19 enthaltenen Angriffe gegen den Götzendienst (Vers 49 und 81) auf die neuen polytheistischen Untertanen der Ghuriden beziehen. Da die Erbauung des Minaretts in der neuesten Forschung jedoch auf das Jahr 570 d. H. (= 1174/75 n. Chr.) datiert wird und somit in die Zeit vor die ghuridische Expansion nach Indien fällt, hält Flood eine solche Interpretation für ausgeschlossen.
Flood weist darauf hin, dass an der östlichen Seite des Minaretts, auf die der Blick fällt, wenn sich der Betende nach der Qibla ausrichtet, das dichteste und am aufwändigsten ausgestattete Ornament erscheint. Dieses befindet sich oberhalb eines bogenförmigen Paneels, das einen Mihrab zu bilden scheint, und besteht aus einem rautenförmigen Knoten, der von dem Schnittpunkt verschiedener Schriftbänder gebildet wird, die die Verse 34 und 35 von Sure 19 enthalten. Sie lauten in der deutschen Übersetzung: „Das ist Jesus, Marias Sohn, als Wort der Wahrheit (qaul al-ḥaqq), über das sie uneins sind. Es steht Gott nicht an, einen Sohn anzunehmen – das sei ferne! Beschließt er eine Sache, so spricht er nur zu ihr ‚Sei!‘ und dann ist sie (kun fa-yakūn).“ Flood meint, dass diese koranische Aussage deswegen für das zentrale Dekorelement am Minarett ausgesucht wurde, weil sie zur Bestätigung der Lehrauffassung der Karrāmīya dienen konnte, nach der die Dinge der Welt nicht durch Gottes ewiges Attribut der Allmacht, sondern nur durch sein zu den Akzidentien gehörendes Schöpfungswort kun erschaffen werden.